# Beonna da Ânglia Oriental
Beonna (também conhecido como Beorna) foi rei da Ânglia Oriental desde 749. Ele é notável por ser o primeiro rei da Ânglia Oriental cujas moedas incluíam o nome e o título do governante. A data final do reinado de Beonna não é conhecida, mas pode ter sido por volta de 760. Pensa-se que ele compartilhou o reino com outro governante chamado Alberht e possivelmente com um terceiro homem, chamado Hun. Nem todos os especialistas concordam com essas datas de reinado ou com a natureza de sua realeza: foi sugerido que ele pode ter governado sozinho (e livre do domínio Mércia) por volta de 758.
Pouco se sabe sobre a vida de Beonna ou seu reinado, pois nada na forma escrita sobreviveu deste período da história da Ânglia Oriental. As pouquíssimas fontes primárias de Beonna consistem em referências simples a sua ascensão ou regra escrita por cronistas tardios, que até recentemente eram impossíveis de verificar. Desde 1980, um número suficiente de moedas foi encontrada para mostrar que ele era de fato uma figura histórica. Elas permitiram que os estudiosos fizessem deduções sobre os vínculos econômicos e linguísticos que existiam entre a Ânglia Oriental e outras partes da Inglaterra e do norte da Europa durante seu reinado, bem como aspectos de sua própria identidade e governo.

## Contexto
Em contraste com os reinos da Nortúmbria, Mércia e Wessex, poucas evidências confiáveis sobre o reino dos Ânglios Orientais sobreviveram. A historiadora Barbara Yorke afirmou que isso se deve à destruição dos mosteiros do reino e ao desaparecimento de ambas as sedes episcopais da Ânglia Oriental, que foram causadas por ataques vikings e colonização posterior.
Ælfwald de Ânglia Oriental morreu em 749 após governar por 36 anos. Durante o governo de Ælfwald, seu reino desfrutou de crescimento sustentado e estabilidade, embora sob a autoridade sênior do rei mércio Etelbaldo, que governou seu reino de 716 até ser assassinado por seus próprios homens em 757. Ælfwald foi o último da dinastia Wuffingas, que governou a Anglia Oriental desde o século 6. Um pedigree na coleção Anglian, que lista Ælfwald e seus descendentes, inclui muitos reis Wuffingas anteriores.